# Lohara
Los lohara o lohra son una tribu hindú, que contaba con unos 193.000 individuos según el censo de 1981. Viven en Bihar y Bengala occidental. Hablan ho, un dialecto de la familia lingüística austroasiática.
Practican predominantemente la herrería y viven diseminados en aldeas de otros pueblos y grupos étnicos. Fabrican las herramientas requeridas por sus vecinos campesinos, tales como hoces, cabezas de hacha, flechas y rejas de arado, recibiendo a cambio comida.
- Datos: Q5978385